# Morti nel 2004/Settembre
| Questa pagina contiene informazioni ricavate automaticamente dalle voci biografiche con l'ausilio del template Bio e di un bot. L'aggiornamento è periodico e automatico e ricostruisce completamente la pagina. Se manca una persona in questa lista, sei pregato di non aggiungerla, ma accertati piuttosto che la sua voce biografica contenga il template Bio e che i dati anagrafici siano correttamente compilati. Se il template Bio manca, inseriscilo tu stesso o, in alternativa, metti l'avviso {{tmp\|Bio}} che ne segnala la mancanza. Se i dati riportati sono sbagliati, correggi direttamente la voce biografica; le modifiche saranno visibili in questa lista entro pochi giorni. Per chiarimenti vedi il progetto biografie. La lista contiene solo le 105 persone che sono citate nell'enciclopedia e per le quali è stato implementato correttamente il template Bio. Pagina aggiornata al 18 ago 2025. |

- 1º settembre - Kaye Elhardt, attrice statunitense (n. 1935)
- 2 settembre - Donald Leslie, ingegnere, progettista e inventore statunitense (n. 1911)
- 2 settembre - Francesco Mander, direttore d'orchestra e compositore italiano (n. 1915)
- 2 settembre - Ozren Nedoklan, calciatore e allenatore di calcio jugoslavo (n. 1922)
- 2 settembre - Joan Oró, biochimico spagnolo (n. 1923)
- 2 settembre - Angelo Paravisi, vescovo cattolico italiano (n. 1930)
- 2 settembre - Marcel Rewenig, calciatore lussemburghese (n. 1921)
- 3 settembre - Ruslan Tagirovič Chučbarov, terrorista russo (n. 1972)
- 3 settembre - Walter Vedrini, pittore, scrittore e poeta italiano (n. 1910)
- 4 settembre - George Baird, velocista statunitense (n. 1907)
- 4 settembre - Alphonso Ford, cestista statunitense (n. 1971)
- 4 settembre - Serge Marquand, attore e produttore cinematografico francese (n. 1930)
- 5 settembre - Gianfranco Gamba, doppiatore e attore teatrale italiano (n. 1949)
- 5 settembre - Alessio Perilli, pilota motociclistico italiano (n. 1983)
- 6 settembre - Antonio Corpora, pittore italiano (n. 1909)
- 7 settembre - Enrico Aillaud, diplomatico e ambasciatore italiano (n. 1911)
- 7 settembre - Lev Burčalkin, calciatore e allenatore di calcio sovietico (n. 1939)
- 7 settembre - Madeleine Cator, cestista francese (n. 1934)
- 7 settembre - Aldo De Matteo, politico italiano (n. 1939)
- 7 settembre - Kirk Fordice, politico statunitense (n. 1934)
- 7 settembre - Gong Qiuxia, cantante e attrice cinese (n. 1918)
- 7 settembre - György Nagy, cestista ungherese (n. 1926)
- 7 settembre - Miriam Pires, attrice brasiliana (n. 1927)
- 7 settembre - Dante Schietroma, politico italiano (n. 1917)
- 8 settembre - Ernani D'Alconzo, calciatore italiano (n. 1919)
- 8 settembre - Bror Mellberg, calciatore svedese (n. 1923)
- 8 settembre - Dan Spătaru, cantante rumeno (n. 1939)
- 8 settembre - Frank Thomas, animatore e fumettista statunitense (n. 1912)
- 9 settembre - Luis Advis, compositore e docente cileno (n. 1935)
- 9 settembre - Ernie Ball, imprenditore e musicista statunitense (n. 1930)
- 9 settembre - Oleksij Barkalov, pallanuotista sovietico (n. 1946)
- 9 settembre - Jenny Bassani, pittrice e scrittrice italiana (n. 1924)
- 9 settembre - Donald Johansson, fondista svedese (n. 1913)
- 9 settembre - Emilia Zinzi, storica dell'arte italiana (n. 1921)
- 10 settembre - Brock Adams, politico statunitense (n. 1927)
- 10 settembre - Serafina Battaglia, italiana (n. 1919)
- 10 settembre - Leonard Birchall, militare canadese (n. 1915)
- 10 settembre - Ali Sidqi Azaykou, poeta, storico e attivista berbero (n. 1924)
- 11 settembre - Fred Ebb, paroliere e sceneggiatore statunitense (n. 1928)
- 11 settembre - Pietro VII di Alessandria, arcivescovo ortodosso greco (n. 1949)
- 12 settembre - Max Abramovitz, architetto statunitense (n. 1908)
- 12 settembre - Ahmed Dini Ahmed, politico gibutiano (n. 1932)
- 12 settembre - Lisi Natoli, scrittore e drammaturgo italiano (n. 1941)
- 13 settembre - Luis Ernesto Miramontes Cárdenas, chimico messicano (n. 1925)
- 14 settembre - Dakar, wrestler e attore peruviano (n. 1921)
- 14 settembre - Fernando Campos, calciatore cileno (n. 1923)
- 14 settembre - Giuni Russo, cantautrice italiana (n. 1951)
- 14 settembre - John Seymour, ambientalista e scrittore britannico (n. 1914)
- 15 settembre - Andrew D. Chumbley, scrittore, artista e poeta inglese (n. 1967)
- 15 settembre - Johnny Ramone, chitarrista statunitense (n. 1948)
- 15 settembre - Giuseppe Schirinà, poeta e scrittore italiano (n. 1923)
- 15 settembre - Daouda Malam Wanké, militare e politico nigerino (n. 1946)
- 16 settembre - Izora Armstead, cantautrice e pianista statunitense (n. 1942)
- 16 settembre - Ramón Gabilondo, calciatore e allenatore di calcio spagnolo (n. 1913)
- 16 settembre - Livio Maitan, politico italiano (n. 1923)
- 16 settembre - Giovanni Raboni, poeta, critico letterario e giornalista italiano (n. 1932)
- 17 settembre - Riccardo Di Santo, calciatore e allenatore di calcio italiano (n. 1913)
- 18 settembre - Jim Barnett, imprenditore statunitense (n. 1924)
- 18 settembre - Anthony Campitelli, architetto statunitense (n. 1911)
- 18 settembre - Norman Cantor, scrittore e medievista canadese (n. 1929)
- 18 settembre - Fran Curran, cestista statunitense (n. 1922)
- 18 settembre - Russ Meyer, regista, sceneggiatore e montatore statunitense (n. 1922)
- 18 settembre - Klara Michajlovna Rumjanova, attrice sovietica (n. 1929)
- 18 settembre - Pål Sæthrang, calciatore norvegese (n. 1945)
- 19 settembre - Eddie Adams, fotoreporter statunitense (n. 1933)
- 19 settembre - Skeeter Davis, cantante statunitense (n. 1931)
- 19 settembre - Annabella Incontrera, attrice italiana (n. 1943)
- 19 settembre - Elisa Springer, scrittrice e superstite dell'Olocausto austriaca (n. 1918)
- 20 settembre - Brian Clough, calciatore e allenatore di calcio inglese (n. 1935)
- 20 settembre - László Lachos, calciatore ungherese (n. 1933)
- 20 settembre - Riccardo Schweizer, pittore, scultore e fotografo italiano (n. 1925)
- 21 settembre - Beto Santana, giocatore di calcio a 5 brasiliano (n. 1952)
- 21 settembre - Badr bin Sa'ud Al Sa'ud, principe e politico saudita (n. 1934)
- 22 settembre - Gustavo Montini, politico italiano (n. 1920)
- 22 settembre - Big Boss Man, wrestler statunitense (n. 1963)
- 22 settembre - Harry Zeller, cestista statunitense (n. 1919)
- 23 settembre - Bryce DeWitt, fisico statunitense (n. 1923)
- 23 settembre - Roy Drusky, cantante e attore statunitense (n. 1930)
- 23 settembre - André Hazes, cantautore olandese (n. 1951)
- 23 settembre - Dominic Montserrat, egittologo e papirologo britannico (n. 1964)
- 23 settembre - Nigel Nicolson, scrittore, editore e politico inglese (n. 1917)
- 24 settembre - Ernesto Corno, calciatore italiano (n. 1924)
- 24 settembre - Michail Ivanovič Eršov, regista sovietico (n. 1924)
- 24 settembre - Teruo Hayashi, karateka giapponese (n. 1924)
- 24 settembre - Françoise Sagan, scrittrice, drammaturga e sceneggiatrice francese (n. 1935)
- 24 settembre - Anne de Tourville, scrittrice francese (n. 1910)
- 25 settembre - Nigel Davies, antropologo, storico e militare britannico (n. 1920)
- 25 settembre - Alain Glavieux, ingegnere francese (n. 1949)
- 25 settembre - Tamás Keményffy, direttore della fotografia ungherese (n. 1908)
- 25 settembre - Guido Mainardi, politico italiano (n. 1939)
- 25 settembre - Giorgio Moser, regista e sceneggiatore italiano (n. 1923)
- 25 settembre - Leonid Aristarchovič Pčёlkin, regista sovietico (n. 1924)
- 26 settembre - Natik Hashim, calciatore iracheno (n. 1960)
- 27 settembre - Wolfgang von Löhneysen, storico dell'arte tedesco (n. 1917)
- 27 settembre - John Edward Mack, psichiatra e saggista statunitense (n. 1929)
- 27 settembre - Vittorio Sentimenti, calciatore e allenatore di calcio italiano (n. 1918)
- 28 settembre - Luigi Amerio, matematico italiano (n. 1912)
- 28 settembre - Christl Cranz, sciatrice alpina, allenatrice di sci alpino e saggista tedesca (n. 1914)
- 29 settembre - Alberto Camenzind, architetto svizzero (n. 1914)
- 29 settembre - Billy Jacobs, attore statunitense (n. 1910)
- 29 settembre - Richard Sainct, pilota motociclistico francese (n. 1970)
- 30 settembre - Alexander Arnz, regista tedesco (n. 1932)
- 30 settembre - Jacques Levy, compositore, regista teatrale e psicologo statunitense (n. 1935)
- 30 settembre - Mildred McDaniel, altista statunitense (n. 1933)
- 30 settembre - Michael Relph, produttore cinematografico, regista e sceneggiatore britannico (n. 1915)